# Apomecyna hauseri
Apomecyna hauseri là một loài bọ cánh cứng trong họ Cerambycidae.